# Dr. Extraño (película de 1978)
Dr. Extraño es una película hecha para la televisión basada en el personaje ficticio de Marvel Comics Dr. Strange creado por Stan Lee y Steve Ditko. Fue dirigida y escrita por Philip DeGuere. Stan Lee sirvió como asesor en la película, que fue creada como un piloto para una serie de televisión que no llegó a concretarse.

## Trama
Una joven llamada Clea Lake se convierte en peón de la bruja Morgan le Fay. El defensor principal de nuestro mundo contra las amenazas de una naturaleza mágica, el Hechicero Supremo, es actualmente un hombre llamado Thomas Lindmer. Él junto a su amigo y discípulo, Wong, contactan a un psiquiatra llamado Stephen Extraño, que es el heredero del potencial de su padre para convertirse en el discípulo de Lindmer y en el siguiente Hechicero Supremo. Extraño lleva el anillo mágico de su padre como señal de esto, y ya ha percibido que algo va mal, pero no reconoce la importancia de estas sensaciones de aprensión. Lindmer debe convencer a Extraño de la realidad del mundo místico en el que la batalla entre el bien y el mal se desarrolla a un nivel mágico, todo sin saberlo el mundo terrenal, para salvar a Clea y frustrar los planes de Morgan.

## Reparto
- Peter Hooten como Dr. Stephen Strange.
- Clyde Kusatsu como Wong.
- Jessica Walter como Morgan le Fay.
- Eddie Benton como  Clea Lake.
- Philip Sterling como Dr. Frank Taylor
- John Mills como Thomas Lindmer.
- June Barrett como Sarah.
- Sarah Rush como Enfermera.
- Diana Webster como Jefa de Enfermeras.
- Bob Delegall como Interno.
- Larry Anderson como Mago.
- Blake Marion como Jefe de Departamento.
- Lady Rowlands como Sra. Sullivan
- Inez Pedroza como Locutora.
- Michael Clark como Chofer de Taxi.
- Frank Catalano como Orderly.
- Michael Ansara como El Anciano (voz, no acreditado).
- Ted Cassidy como Demonio Balzaroth (voz, no acreditado).
- David Hooks como El Sin Nombre (no acreditado).

## Recepción
Doctor Strange recibió reseñas mixtas de parte de la audiencia. En Rotten Tomatoes, de parte de la audiencia, la película tiene una aprobación de 22%, basada en 326 votos, con una calificación de 2.8/5.
En el sitio IMDb los usuarios le han dado una calificación de 5.5/10, sobre la base de 1264 votos. En la página FilmAffinity tiene una calificación de 4.1/10, basada en 48 votos.